# Shigemitsu Sudo
Pour les articles homonymes, voir Sudo (homonymie).
Shigemitsu Sudo (須藤 茂光, Sudo Shigemitsu) est un footballeur japonais né le 2 avril 1956 à Hokkaido au Japon.